# Colimarena
Pour les articles homonymes, voir Colima (homonymie).
Genre
Synonymes
- Colima Jocqué & Baert, 2005 nec Goodnight & Goodnight, 1945

Colimarena est un genre d'araignées aranéomorphes de la famille des Zodariidae.

## Distribution
Les espèces de ce genre sont endémiques du Colima au Mexique,

## Description
Les espèces de ce genre mesurent de 3,5 à 6,0 mm.

## Liste des espèces
Selon World Spider Catalog (version 23.0, 01/03/2022) :
- Colimarena colima (Jocqué & Baert, 2005)
- Colimarena manzanillo (Jocqué & Baert, 2005)

## Systématique et taxinomie
Colima Jocqué & Baert, 2005 préoccupé par Colima Goodnight & Goodnight, 1945 a été remplacé par Colimarena par Jocqué et Baert en 2021.

## Publications originales
- Jocqué & Baert, 2021 : « Colimarena, a new replacement name for the genus Colima Jocqué & Baert, 2005 (Araneae: Zodariidae). » Bulletin de la Société Royale Belge d'Entomologie, vol. 157, no 2/3, p. 203.
- Jocqué & Baehr, 2005 : « Two new neotropical genera of the spider family Zodariidae (Araneae). » Bulletin de l'Institut royal des Sciences naturelles de Belgique (Entomologie), vol. 75, p. 119-133.